# Japan Women's Open 2014
Japan Women's Open 2014 — жіночий тенісний турнір, що проходив на відкритих кортах з твердим покриттям. Це був шостий турнір Japan Women's Open. Належав до категорії International у рамках Туру WTA 2014. Відбувся в Utsubo Tennis Center в Осаці (Японія). Тривав з 6 до 12 жовтня 2014 року.

## Очки і призові

### Нарахування очок
| Дисципліна       | П   | Ф   | ПФ  | ЧФ | 1/8 | 1/16 | Q   | Q3  | Q2  | Q1  |
| Одиночний розряд | 280 | 180 | 110 | 60 | 30  | 1    | 18  | 14  | 10  | 1   |
| Парний розряд    | 280 | 180 | 110 | 60 | 1   | Н/Д  | Н/Д | Н/Д | Н/Д | Н/Д |

### Призові гроші
| Дисципліна       | П       | Ф       | ПФ      | ЧФ     | 1/8    | 1/161  | Q3     | Q2   | Q1   |
| Одиночний розряд | $43,000 | $21,400 | $11,300 | $5,900 | $3,310 | $1,925 | $1,005 | $730 | $530 |
| Парний розряд *  | $12,300 | $6,400  | $3,435  | $1,820 | $960   | Н/Д    | Н/Д    | Н/Д  | Н/Д  |

1 Кваліфаєри отримують і призові гроші 1/16 фіналу

* на пару

## Учасниці основної сітки в одиночному розряді

### Сіяні пари
| Країна          | Гравчиня         | Рейтинг1 | Сіяна |
| --------------- | ---------------- | -------- | ----- |
| Австралія       | Саманта Стосур   | 21       | 1     |
| США             | Медісон Кіз      | 32       | 2     |
| Україна         | Еліна Світоліна  | 33       | 3     |
| США             | Коко Вандевей    | 38       | 4     |
| Казахстан       | Заріна Діяс      | 39       | 5     |
| Велика Британія | Гезер Вотсон     | 47       | 6     |
| США             | Крістіна Макгейл | 52       | 7     |
| США             | Лорен Девіс      | 55       | 8     |

- Рейтинг подано станом на 29 вересня 2014

### Інші учасниці
Нижче наведено учасниць, які отримали вайлдкард на участь в основній сітці:
- Крістіна Младенович
- Наомі Осака
- Одзакі Ріса

Нижче наведено гравчинь, які пробились в основну сітку через стадію кваліфікації:
- Аояма Сюко
- Ана Богдан
- Чжань Юнжань
- Хірото Кувата

Як щасливий лузер в основну сітку потрапили такі гравчині:
- Міхару Іманісі

### Відмовились від участі
До початку турніру
- Кіміко Дате
- Кейсі Деллаква (lower leg injury)
- Юлія Гергес
- Курумі Нара (респіраторне захворювання)
- Паула Ормаечеа
- Алісон ван Ейтванк

### Знялись
- Ярміла Ґайдошова (звих лівого гомілковостопного суглоба)
- Медісон Кіз (травма правого ребра)

## Учасниці основної сітки в парному розряді

### Сіяні пари
| Країна            | Гравчиня            | Країна            | Гравчиня            | Рейтинг1 | Сіяна |
| ----------------- | ------------------- | ----------------- | ------------------- | -------- | ----- |
| Китайський Тайбей | Чжань Хаоцін        | Китайський Тайбей | Чжань Юнжань        | 59       | 1     |
| Польща            | Клаудія Янс-Ігначик | Франція           | Крістіна Младенович | 79       | 2     |
| США               | Ліза Реймонд        | Австралія         | Саманта Стосур      | 84       | 3     |
| Хорватія          | Дарія Юрак          | США               | Меган Мултон-Леві   | 114      | 4     |

- 1 Рейтинг подано станом на 29 вересня 2014

### Інші учасниці
Нижче наведено пари, які отримали вайлдкард на участь в основній сітці:
- Кьока Окамура /  Котомі Такахата
- Наомі Осака /  Одзакі Ріса

## Переможниці та фіналістки

### Одиночний розряд
- Саманта Стосур —  Заріна Діяс, 7–6(9–7), 6–3

### Парний розряд
- Аояма Сюко /  Рената Ворачова —  Лара Арруабаррена /  Татьяна Марія, 6-1, 6-2